# Безнате
Безнате (італ. Besnate) — муніципалітет в Італії, у регіоні Ломбардія,  провінція Варезе.
Безнате розташоване на відстані близько 520 км на північний захід від Рима, 45 км на північний захід від Мілана, 14 км на південь від Варезе.
Населення — 5559 осіб (2014).
Щорічний фестиваль відбувається 11 листопада. Покровитель — святий Мартин V..

## Демографія
Населення за роками:

Станом на 1 січня 2023 року в муніципалітеті офіційно проживало 266 іноземців з 47 країн, серед них 42 громадяни країн Євросоюзу та 13 громадян України.

## Сусідні муніципалітети
- Арсаго-Сепріо
- Каварія-кон-Премеццо
- Галларате
- Єраго-кон-Ораго
- Морнаго
- Суміраго